# الیزی جانسون
الیزی جانسون (انگلیسی: Alize Johnson؛ زادهٔ ۲۲ آوریل ۱۹۹۶) بازیکن بسکتبال اهل ایالات متحده آمریکا است.
از باشگاه‌هایی که در آن بازی کرده‌است می‌توان به ایندیانا پیسرز اشاره کرد.